# Petronius Maximus
Petronius Maximus (ca. 397 - 22 mei 455) was West-Romeins keizer van 17 maart tot 22 mei 455.
Petronius Maximus was een bekend en gerespecteerd burger van Rome en bekleedde vele ambten waaronder consul en senator, ondanks zijn niet erg aanzienlijke afkomst. Hij was echter niet zo populair en geliefd als Aetius, de Romeinse generaal die Attila de Hun versloeg. Daarom probeerde hij (met succes) keizer Valentinianus III zover te krijgen dat hij Aetius uit de weg ruimde. 
Na de moord op Aetius ambieerde Petronius Maximus de rang van patriciër, hetwelk door Valentinianus werd geweigerd. Maximus lanceerde hierop een lastercampagne tegen Valentinianus over zijn betrokkenheid bij de executie van Aetius. Valentinianus werd op 16 maart 455 dood aangetroffen. De volgende dag greep Petronius de macht en riep zichzelf uit tot keizer. Om zijn legitimiteit te versterken, dwong hij Licinia Eudoxia, de vrouw van Valentinianus, met hem te trouwen, zodat hij een plaats in het  huis van Theodosius zou verwerven.
Lang zou het keizerschap van Petronius Maximus niet duren. Licinia Eudoxia, woedend over de moord op haar man, riep de hulp in van Geiseric, de koning van de Vandalen. Daarna volgde de plundering van Rome (455). Op 22 mei 455 vielen de Vandalen Rome binnen en terwijl ze de stad grondig leegroofden, werd Maximus, die poogde te vluchten, vermoord door zijn eigen troepen.